# 三明市博物馆
三明市博物馆位于福建省三明市三元区江滨路665号，是三明市的地志博物馆。三明市博物馆成立于1986年，成立之初依托正顺庙办展，2012年新馆建成后迁入现址。2018年，三明市博物馆入选中华人民共和国国家二级博物馆。

## 历史
1984年8月18日，三明市在甫列入首批市级文物保护单位的正顺庙内设立正顺庙文物管理所以进行文物保护工作，1986年9月12日，三明市博物馆正式成立，馆址设于正顺庙内，与正顺庙文管所合署办公。1995年，三明市发生暴雨灾害，正顺庙受损，修复后在主殿内布陈“三明革命斗争历史展”。2004年，三明市博物馆和正顺庙文物管理所合并，以一个机构两块牌子的形式办公，同年，三明市人民政府投资762万元人民币，在正顺庙旁新建了办公楼、山门和仿古展览楼，并增设“客家民俗风情展”“历史文物陈列展”和一个临时展厅。2008年，博物馆向社会免费开放。2010年，三明市计划投资1.2亿元人民币，在梅列区贵溪洋新区（在今三元区徐碧街道一带）建设博物馆新馆，2011年11月20日动工，翌年11月20日落成开馆。
2016年，三明市博物馆在旧馆址正顺庙内复办展览。2018年，三明市博物馆被中国博物馆协会评为第三批国家二级博物馆。2019年，三明市正顺庙文物管理所更名为文物保护所，仍属三明市博物馆下辖。2020年3月，三明市博物馆在馆内成立三明市中央苏区革命纪念馆机构，其对应的展览在同年底正式开放。

## 建筑与馆藏
三明市博物馆与城市建设规划馆、会议中心和“风展红旗如画”雕塑连为一体，坐落于三元区贵溪洋新区的城市文化广场中，北依沙溪、南临三明市体育场，以当地圆形土堡为设计元素，建筑外围以蓝色幕墙，顶部以模仿土堡屋顶的形式微微向外突出，建筑面积10026平方米，占地3000平方米，包括地上三层和地下一层，常设展厅分布于一、二层，三层设临时展厅，另有办公区、游客休息区、库房、服务中心、报告厅和会议室等。博物馆现藏有展品4270件（套），其中一级文物3件（套），二级文物128件（套），三级文物1369件（套），包括石器、瓷器、石雕、玉器木雕和红色文物等品类。

## 展览

### 常设展览
第一展厅位于主馆一楼，主题为《客家祖地》，展厅面积1500平方米，分“序厅”“历史根基”“人文底蕴”和“乡土民俗”四部分，以时间为脉，展示三明地区距今18万年前的万寿岩古遗址、各历史时期中原汉人南迁发展为客家民系、直至近代的人类文明发展历程与民俗文化。
第二展厅《“风展红旗如画”主题展》则位于主馆二楼，展厅面积1550平方米，展线长360米，分“红旗飘飘”“红旗漫卷”“红旗不倒”和“红旗领航”四部分，展示中国共产党在三明地区的活动、发展历史，第一、二部分时间涵盖第一次国共内战时期的中央苏区、中国工农红军北上抗日先遣队、长征，第三部分则讲述抗日战争至第二次国共内战，第四部分讲述中华人民共和国成立后中国共产党在三明的执政史。
在主馆外，作为附属馆所的正顺庙在2016年后重新开办展览，常设展览《正顺凝紫——正顺庙历史陈列展》依托建筑面积约530平方米的主殿开设，介绍全国重点文物保护单位正顺庙的发展历程；《钟灵毓秀——三明历史名人基本陈列》则开设在正顺庙建筑群内的荣先祠中，展陈自隋至清的三明名人和外来官员。

### 临时展览和交流展览
在基本陈列之外，主馆建筑的三楼建有临时展厅，先后承办过来自青海柳湾彩陶博物馆、泉州市博物馆、吉林省博物院、周口店北京人遗址博物馆、宝鸡青铜器博物馆、马鞍山市博物馆、丽江博物馆和仪征市博物馆的主题展览。三明市博物馆亦曾主办以客家民俗文物、锁具和古钱币为主题的交流展览，在福建省内各地以及江苏、吉林、黑龙江、江西、海南、河北、陕西、北京、内蒙古和辽宁等省市区展出。在新馆开放后，三明市博物馆还在每年推出不同主题的图片展览，巡回展出于市区内学校、社区和军营等地。